# Seinsfeld

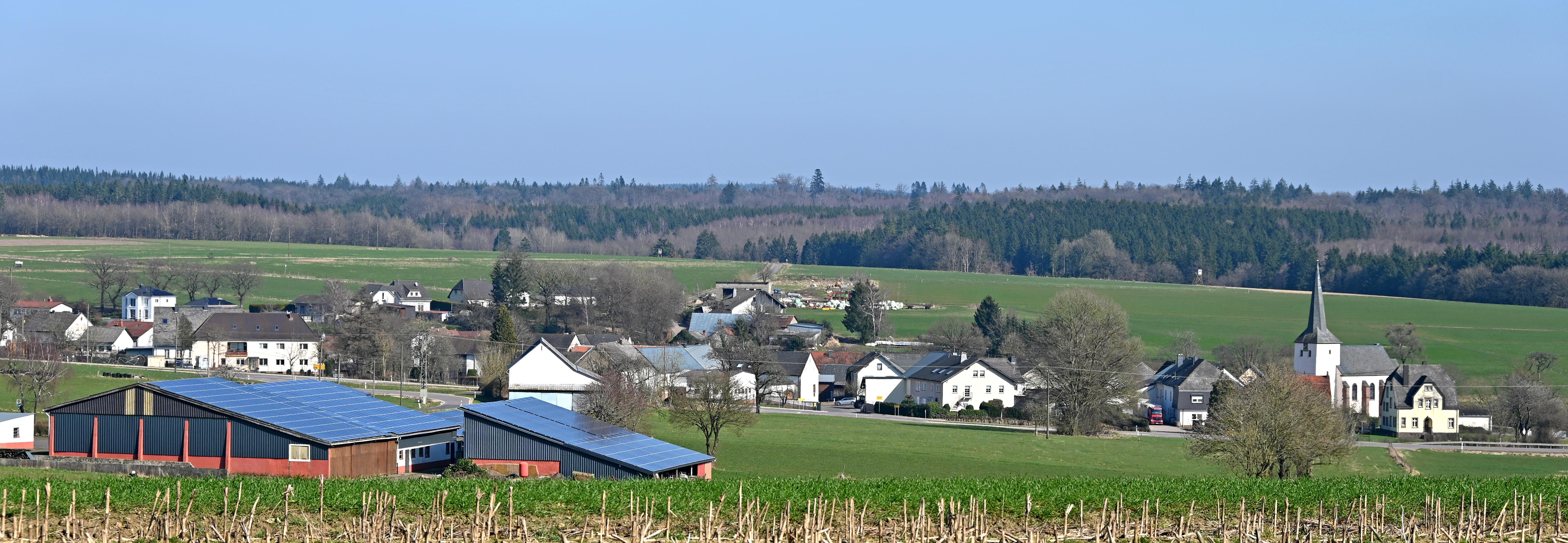
Seinsfeld von Westen

Seinsfeld ist eine Ortsgemeinde im Eifelkreis Bitburg-Prüm in Rheinland-Pfalz. Sie gehört der Verbandsgemeinde Bitburger Land an.

## Geographie

### Lage
Seinsfeld liegt in der Südeifel, 5 km nordöstlich von Kyllburg und 27 km südwestlich von Daun. Nachbargemeinden sind die Ortsgemeinden Steinborn im Nordwesten, Kyllburgweiler im Westen und Oberkail im Südosten.
Zu Seinsfeld gehören auch die Wohnplätze Burg Seinsfeld, Forsthaus Seinsfeld, Hubertushof, Kohnenhof, Schwickerather Hof, Waldhof, Ziereshof und Am Hubertuskreuz.

### Klima
Der Jahresniederschlag beträgt 850 mm.

## Geschichte
Das Gebiet um Seinsfeld war schon zur Zeit der Römer besiedelt, was 1844 durch den Fund einiger Grabhügel nordwestlich von Oberkail im Büschbachtal nachgewiesen werden konnte. In einem Tumulus fand sich ein viereckiges Gemach, zu dem ein kleiner gewölbter Gang führte. In einer Grabnische wurden Urnen mit Knochen und römische Münzen entdeckt. Die genaue Lage der Fundstelle ist heute nicht mehr feststellbar.
Das Urkundenbuch von Beyer erwähnt 1140 Simonisuilla; im Jahre 1292 heißt der Ort Sintzevelt, und 1461 Synsfeld. Man führt den Wortstamm auf den Personennamen Simon zurück. König Johann von Böhmen und der Graf von Luxemburg belehnten im Jahre 1325 Arnold von Blankenheim mit den Dörfern Seinsfeld, Ließem (Pickließem), Metterich und Steinborn.
Der Besitz der Herrschaft Seinsfeld sowie das Schloss Seinsfeld wechselten mehrfach den Besitzer. Der letzte Eigentümer der luxemburgischen Herrschaft Seinsfeld vor der Französischen Revolution war Freiherr Berg zu Dürfenthal.
Der Zehnte von Seinsfeld war mit zwei Drittel an die Abtei St. Maximin in Trier zu liefern; ein Drittel bekam die Äbtissin des Zisterzienserinnenklosters St. Thomas. Das ist mit ein Grund, dass die heutige Pfarrkirche in Seinsfeld in den Jahren 1739 bis 1741 durch die Abtei St. Maximin, Trier, erbaut wurde. Das Westportal wurde kurze Zeit später im Jahre 1766 angefügt. Von 1802 bis 1817 gehörte Seinsfeld zum Bistum Metz, es stand unter luxemburgischer Landeshoheit, die Landesherrschaft hatte allerdings Frankreich. Im Laufe eines Jahres fanden eine Vielzahl von Wallfahrten statt: nach Metterich, St. Maximin zu Trier, Kyllburg, Gransdorf, Echternach, St. Thomas, Orsfeld, Prüm, Oberkail und St. Johann.

## Bevölkerung
Entwicklung der Einwohnerzahl (31. Dezember):
| Seinsfeld: Einwohnerzahlen von 1815 bis 2023 | Seinsfeld: Einwohnerzahlen von 1815 bis 2023 | Seinsfeld: Einwohnerzahlen von 1815 bis 2023 | Seinsfeld: Einwohnerzahlen von 1815 bis 2023 | Seinsfeld: Einwohnerzahlen von 1815 bis 2023 |
| -------------------------------------------- | -------------------------------------------- | -------------------------------------------- | -------------------------------------------- | -------------------------------------------- |
| Jahr                                         |                                              |                                              |                                              | Einwohner                                    |
| 1815                                         | 1815                                         |                                              | 121                                          | 121                                          |
| 1835                                         | 1835                                         |                                              | 196                                          | 196                                          |
| 1871                                         | 1871                                         |                                              | 218                                          | 218                                          |
| 1905                                         | 1905                                         |                                              | 231                                          | 231                                          |
| 1939                                         | 1939                                         |                                              | 350                                          | 350                                          |
| 1950                                         | 1950                                         |                                              | 273                                          | 273                                          |
| 1961                                         | 1961                                         |                                              | 201                                          | 201                                          |
| 1965                                         | 1965                                         |                                              | 217                                          | 217                                          |
| 1970                                         | 1970                                         |                                              | 226                                          | 226                                          |
| 1975                                         | 1975                                         |                                              | 233                                          | 233                                          |
| 1980                                         | 1980                                         |                                              | 219                                          | 219                                          |
| 1987                                         | 1987                                         |                                              | 214                                          | 214                                          |
| 1990                                         | 1990                                         |                                              | 207                                          | 207                                          |
| 1995                                         | 1995                                         |                                              | 199                                          | 199                                          |
| 2000                                         | 2000                                         |                                              | 180                                          | 180                                          |
| 2005                                         | 2005                                         |                                              | 171                                          | 171                                          |
| 2011                                         | 2011                                         |                                              | 157                                          | 157                                          |
| 2017                                         | 2017                                         |                                              | 166                                          | 166                                          |
| 2023                                         | 2023                                         |                                              | 177                                          | 177                                          |
|                                              |                                              |                                              |                                              |                                              |

## Politik

### Gemeinderat
Der Gemeinderat in Seinsfeld besteht aus sechs Ratsmitgliedern, die bei der Kommunalwahl am 9. Juni 2024 in einer Mehrheitswahl gewählt wurden, und dem ehrenamtlichen Ortsbürgermeister als Vorsitzendem.

### Bürgermeister
Christian Schon wurde am 29. September 2020 Ortsbürgermeister von Seinsfeld. Da bei der Direktwahl am 26. Mai 2019 kein Bewerber angetreten war, oblag die Neuwahl des Bürgermeisters gemäß rheinland-pfälzischer Gemeindeordnung dem Rat. Bei seiner konstituierenden Sitzung am 14. August 2019 hatte er diese Abstimmung zurückgestellt. Christian Schon führte als Beigeordneter bereits die Amtsgeschäfte bis zu seiner Wahl zum Bürgermeister. Auch bei der Direktwahl am 9. Juni 2024 wurde kein Wahlvorschlag eingereicht und die Wahl erfolgte nachfolgend durch den neuen Gemeinderat. Am 26. September 2024 bestätigte der Rat den bisherigen Ortsbürgermeister Christian Schon für weitere fünf Jahre in seinem Amt.
Sein Vorgänger war Theodor Jovy.

### Wappen
| Wappen von Seinsfeld | Blasonierung: „Durch blauen Zinnenbalken geteilt, oben in Silber ein wachsender, doppelköpfiger, schwarzer Adler, unten 3 (2:1) blaue Flachsblüten mit goldenen Butzen in Silber.“ |
| Wappen von Seinsfeld | Wappenbegründung: Die Burg Seinsfeld war Jahrhunderte bestimmend für den gleichnamigen Ort. Sie ist die einzige, noch bewohnte Wasserburg in Rheinland-Pfalz. Als Hinweis auf sie steht der blaue Zinnenbalken. Grundherr von Seinsfeld war die bedeutende Abtei St. Maximin Trier. Sie erbaute auch 1739–41 die heutige Pfarrkirche. Später kam Seinsfeld an die Abtei St. Thomas. Dennoch behielt die Abtei Maximin zwei Drittel des Zehnten und das Präsentationsrecht. Die Abtei St. Maximin führt im Siegel einen doppelköpfigen Adler. Die Wirtschaftsstruktur von Seinsfeld ist auch heute noch weithin landwirtschaftlich bestimmt. Für sie stehen die Flachsblüten im unteren Schildteil. |

## Sehenswürdigkeiten
Nördlich der Ortschaft liegt die Burg Seinsfeld, eine im Spätmittelalter entstandene Niederungsburg.

Seinsfeld
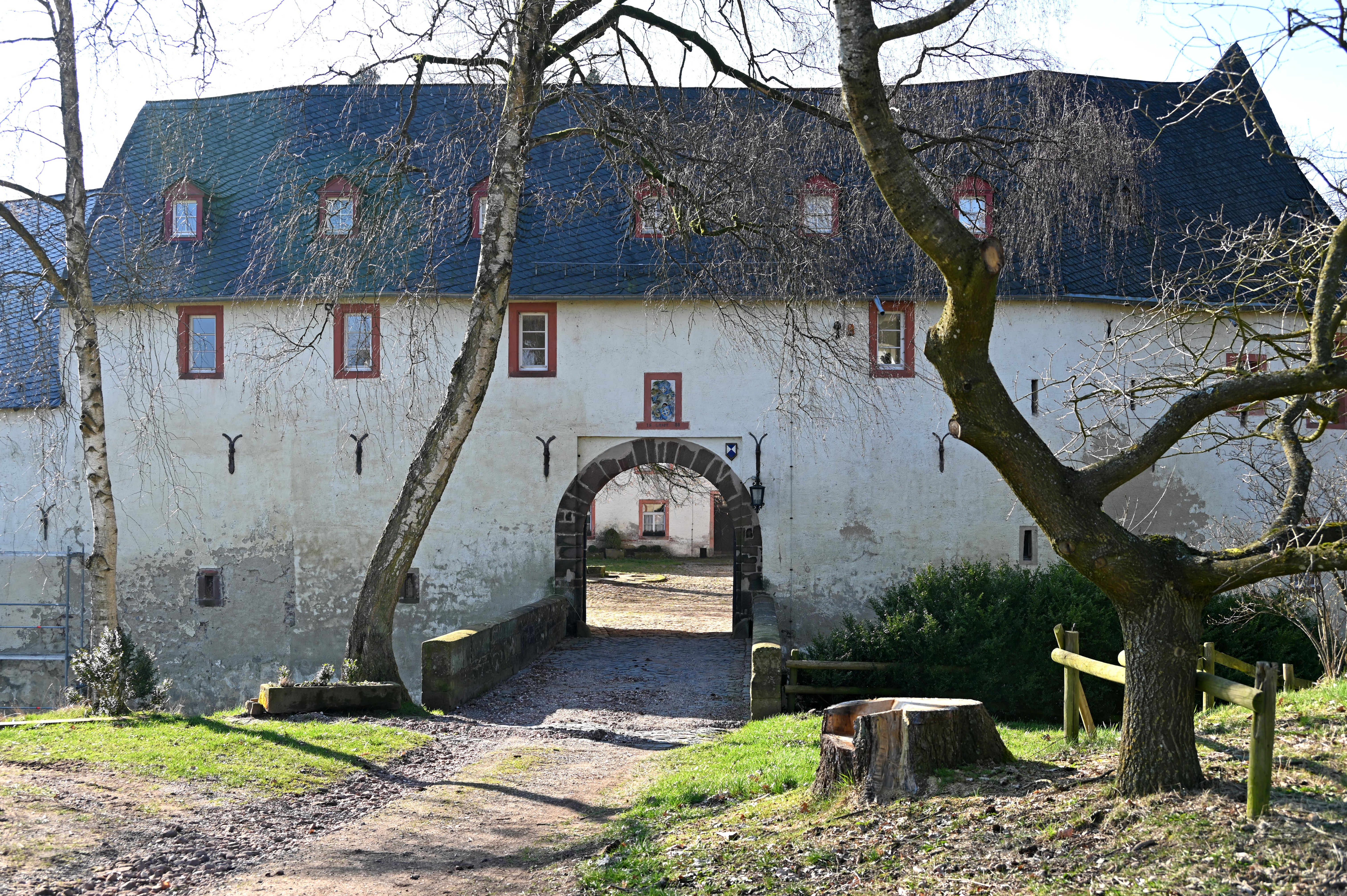
Burg Seinsfeld
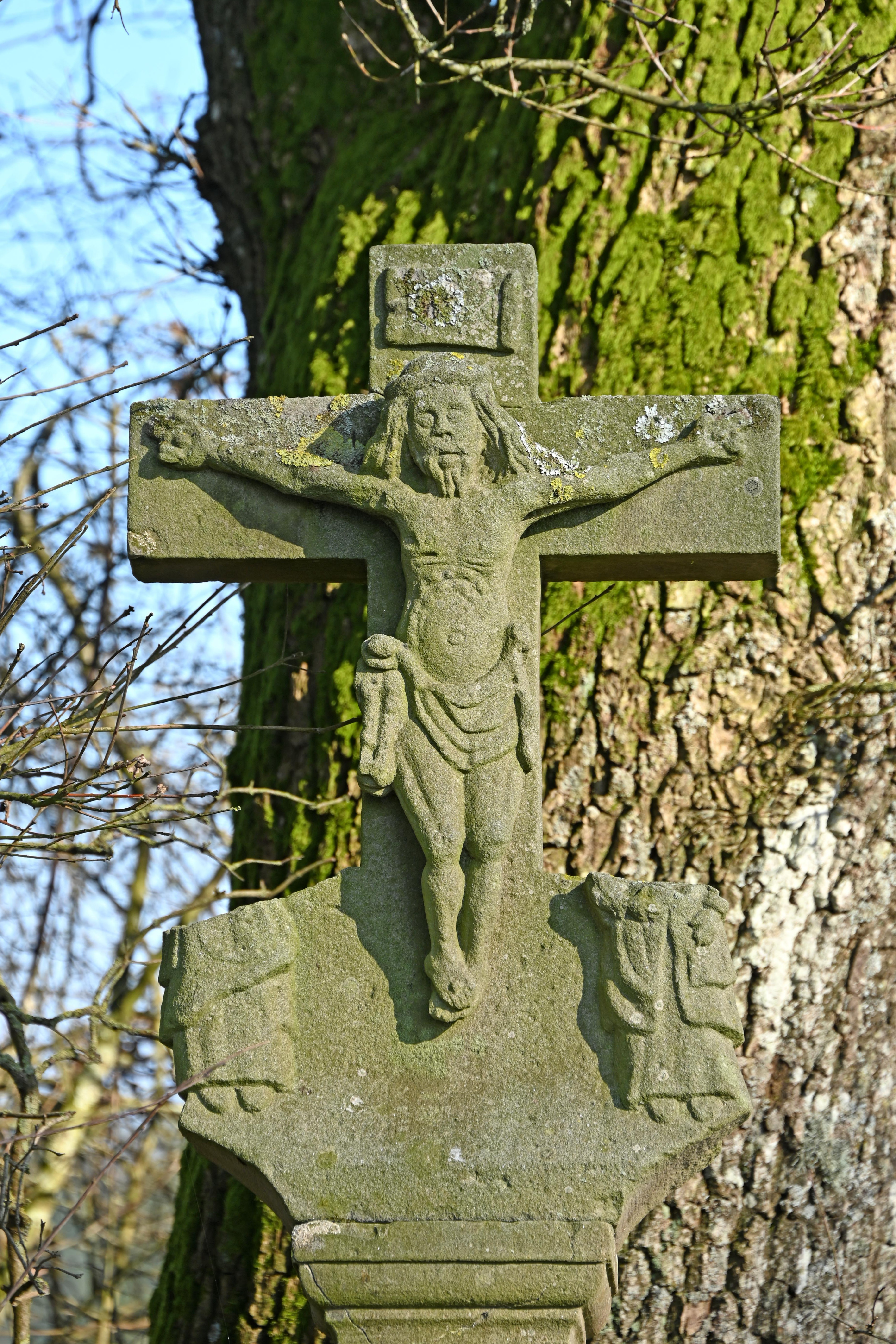
Burgkreuzchen
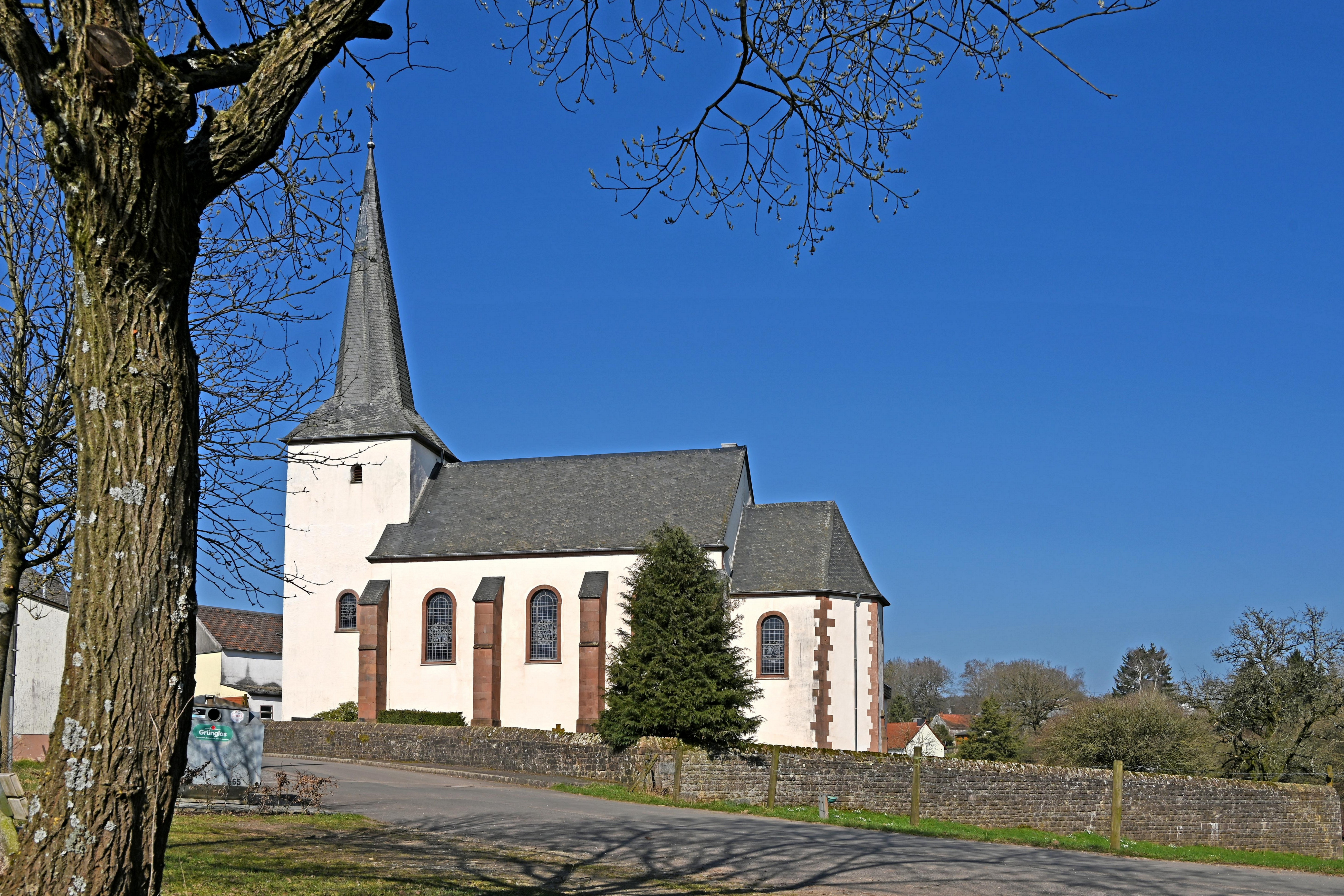
St. Dionysius
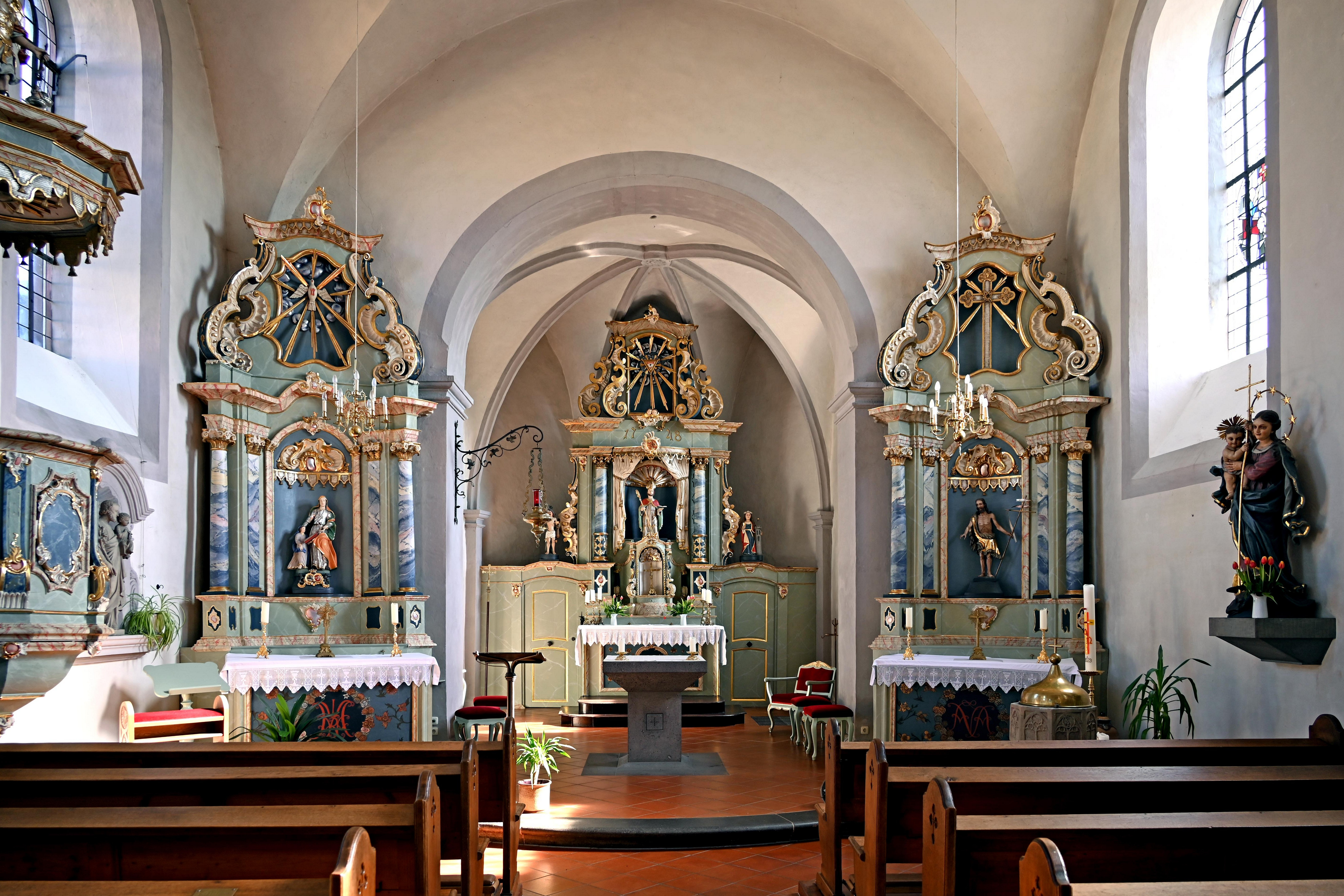
Innenraum
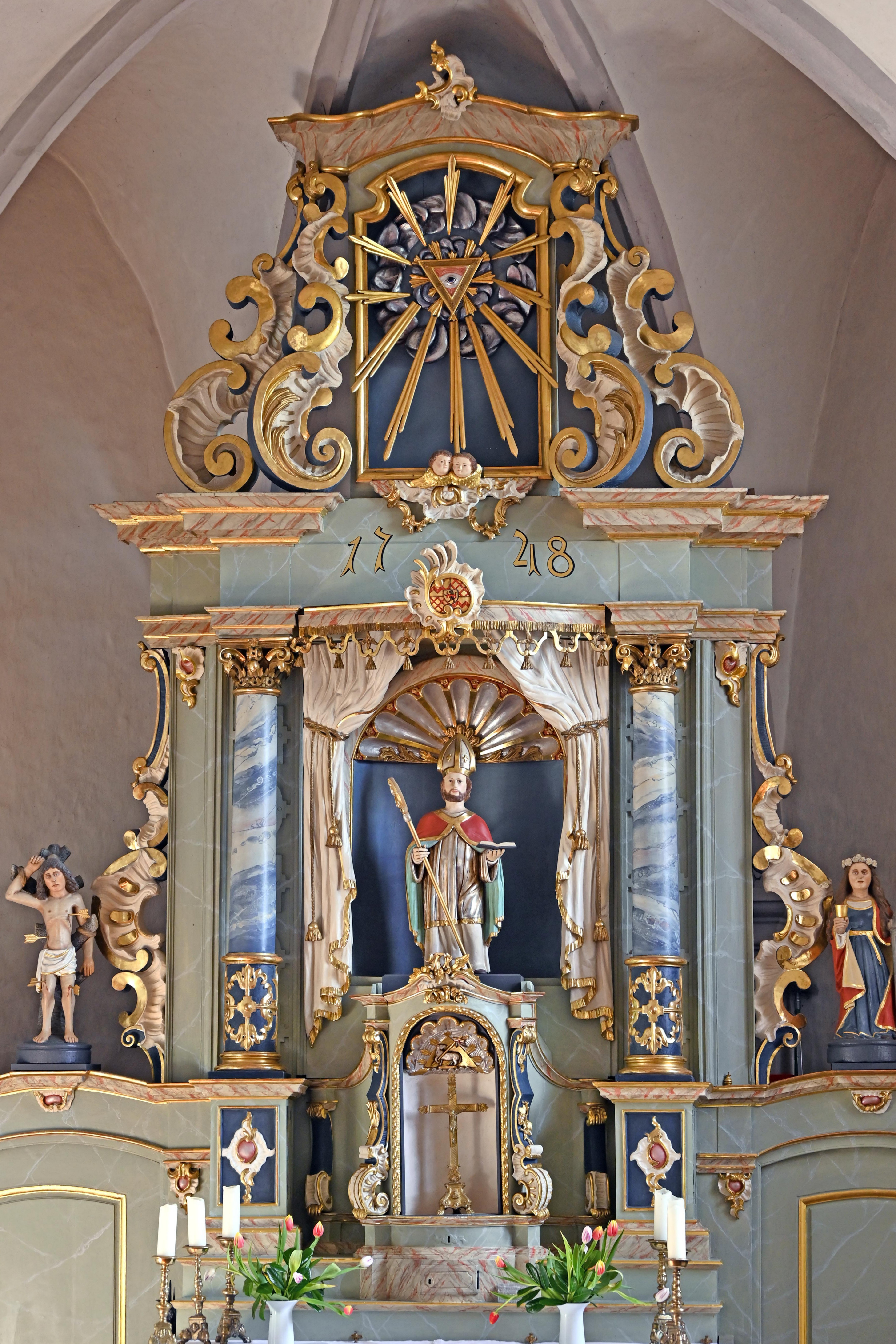
Hochaltar
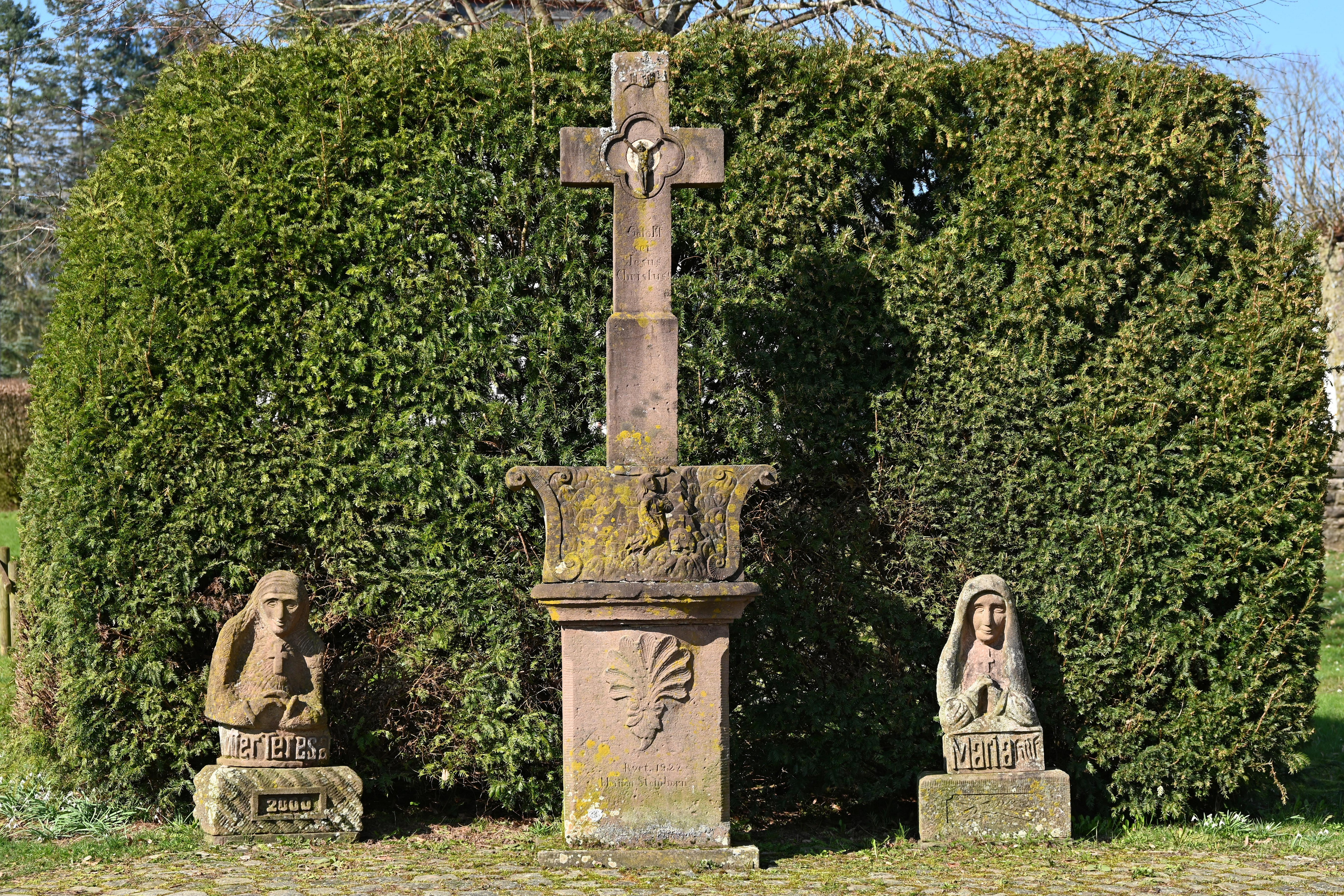
Wegekreuz Am Röder